# 盛應陽
盛應陽（1493年—？），字斯顯，直隸蘇州府吳江縣人，軍籍，明朝政治人物。

## 生平
正德十四年（1519年）己卯科應天鄉試第八十二名舉人，嘉靖二年（1523年）中式癸未科會試第三百五十一名，二甲第一百三十七名進士。任南京兵部武選司郎中，十一年（1532年）出為嚴州府知府。

## 家族
高祖盛寅，太醫院御醫；曾祖盛儼，太醫院醫士；祖父盛暟，太醫院醫士；父盛坤，義官。母柳氏。重慶下。從兄盛應期（都察院右副都御史）、盛應璧（冠帶醫士）、盛應登、盛應龍，弟盛應禎（冠帶醫士），從弟盛應時、盛應陵、盛應賓。嗣曾孫盛王贊（盛應禎曾孫）。